# Leopold Pötzlberger
Leopold Egon Pötzlberger (* 1. Februar 1927 in Wien; † 3. Juni 1962 ebenda) war ein österreichischer Dichter.

## Leben
Pötzlberger arbeitete während seines Studiums in Wien in den 1940er Jahren als Dolmetscher für die amerikanischen Militärbehörden und bis 1956 für ein Übersetzungsbüro und als Handelskorrespondent für verschiedene Firmen.
Danach war er zwei Jahre lang Redakteur beim amerikanischen Pressebüro „International News Service“ und bei Reuters in London. Für die Gemeinde Wien arbeitete er in den Jugendgästehäusern Pötzleinsdorf und Hütteldorf. Direkt nach seiner Dissertation wurde er freier Schriftsteller. Er gehörte dem Künstlerkreis von Ernst Fuchs, Friedensreich Hundertwasser, Anton Lehmden, H. C. Artmann und Helmut Qualtinger an. Pötzlberger kam 1962 bei einem Verkehrsunfall ums Leben.
Seine Gedichte erschienen auf Veranlassung von Hermann Joseph Kopf posthum in der Schweizer Literaturzeitschrift hortulus.  Er war verheiratet mit Peggy Pötzlberger.

## Werke
- Leopold Pötzlberger: Die Frau in Adalbert Stifters Leben, Diss. Wien 1949.
- Leopold Pötzlberger: Die letzten Festivale. Poetischer Nachlaß, mit Kunstbeilagen von Friedensreich Hundertwasser, Anton Lehmden und Astrid Petereit, In: Hans Rudolf Hilty (Hrsg.): Hortulus 13, Heft 1 (Sonderheft), St. Gallen 1963.